# Bristol Superfreighter
Dimensions
Le Bristol Type 170 Superfreighter Mk 32 est une version plus grande et plus large du Bristol Freighter conçue pour Silver City Airways pour les liaisons par ferry aérien court à destination de la France.

## Production et exploitation
Les premiers Super Freighters, avec une longueur de 12,88 mètres sont livrées à Silver City Airways au printemps 1953 et sont utilisées pour des liaisons transmanche desservant l’Europe. Un exemple a été converti en un « Super Wayfarer » tout-passagers de 60 places. 
Le Mark 32 peut transporter 20 passagers au lieu de 12 dans le plus petit Mark 31 Freighter, et trois voitures au lieu de deux dans son rôle de ferry aérien. 
Le Super Freighter se distingue du Freighter précédent par un nez plus long, dans lequel la voiture supplémentaire est transportée.
Sa vitesse maximale est de 362 km/h.

## Les opérateurs
- Air Charter
- Air Ferry
- British Air Ferries (BAF)
- British United Air Ferries (BUAF)
- Channel Air Bridge
- Compagnie Air Transport
- Lambair
- Midland Air Cargo
- Sabena
- Silver City Airways

## Au cinéma
Un superfreighter de British United Air Ferries apparaît dans la comédie de 1966, That Riviera Touch, avec lequel, Morecambe et Wise, voyagent à l'étranger avec leur voiture.